# أليخاندرو زامورا
اليخاندرو زامورا (بالإسبانية: Alejandro Zamora Barbero)‏ (22 أبريل 1984 بمدريد في إسبانيا - ) هو لاعب كرة قدم إسباني في مركز الدفاع. لعب مع ريال أوفييدو وريال بيتيس وريال مدريد ج وريكرياتيفو ونادي سالامانكا ونادي غوادالاخارا ونادي كاستييون وريال بيتيس بي ونادي ميريدا ونادي كاسيرينو.

## روابط خارجية
- اليخاندرو زامورا على موقع قاعدة بيانات كرة القدم.إي يو (الإنجليزية)
- اليخاندرو زامورا على موقع Soccerway.com (الإنجليزية)